# Skorpionen (tecknad serie)
För andra betydelser, se Skorpionen.
Skorpionen (franska: Le Scorpion) är en fransk-belgisk tecknad serie, skriven av Stephen Desberg och tecknad av Enrico Marini. Serien påbörjades år 2000 och har fram till 2019 utkommit i tolv volymer.
Serien utspelar sig bland 1700-talets politiska intriger i Rom, och i centrum står Amando Catalano, "Skorpionen" kallad, vars specialitet är att köpa, stjäla och sälja religiösa reliker. Serien fick svensk premiär i tidningen Fantomen 2013.

## Utgivning
| Nr | Svensk titel          | Originaltitel            | Originalpublicering | Svensk publicering  |
| -- | --------------------- | ------------------------ | ------------------- | ------------------- |
| 1  | "Djävulens märke"     | "La marque du diable"    | 2000                | Fantomen 1-2/2013   |
| 2  | "Påvens hemlighet"    | "Le secret du pape"      | 2001                | Fantomen 8-10/2014  |
| 3  | "Stenkorset"          | "La croix de Pierre"     | 2002                | Fantomen 8-10/2015  |
| 4  | "Demonen i Vatikanen" | "Le démon au Vatican"    | 2004                | Fantomen 20-23/2025 |
| 5  | "Den heliga dalen"    | "La vallée sacrée"       | 2004                | Fantomen 8-9/2026   |
| 6  | "Templets skatt"      | "Le trésor du Temple"    | 2005                | Fantomen 8-9/2017   |
| 7  | "I Faderns Namn"      | "Au nom du père"         | 2006                | Fantomen 16-17/2019 |
| 8  | "Ängelns skugga"      | "L’ombre de l’ange"      | 2008                | Fantomen 20-21/2019 |
| 9  | "Sanningens mask"     | "Le masque de la vérité" | 2010                | Fantomen 18-19/2020 |
| 10 |                       | "Au nom du fils"         | 2012                |                     |
| 11 |                       | "La Neuvième Famille"    | 2014                |                     |
| 12 |                       | "Le Mauvais Augure"      | 2019                |                     |
| 13 |                       | "Tamose l’égyptien       | 2020                |                     |
| 14 |                       | "La tombe d'un dieu"     | 2022                |                     |